# Carlos Moskovics
Carlos Moskovics (Hungria, 10 de abril de 1916 - Rio de Janeiro, 17 de julho de 1988) foi um fotógrafo nascido na Hungria naturalizado brasileiro.
Estabeleceu o seu próprio estúdio de fotografia em 1945 em uma sala no térreo do Edifício Rex, na Cinelândia. No ano seguinte, mudou o estúdio, conhecido como Foto Carlos, para o Edifício Civitas, na Rua México n. 21 e, a partir daí, consolidou-se como prestigiado especialista na fotografia artística. Fotografou, além do meio teatral, desfiles de moda, acontecimentos sociais, paisagens urbanas do Rio de Janeiro e de outras cidades brasileiras. Acompanhou os primeiros passos da elaboração no teatro brasileiro de novos conceitos na direção e na interpretação. São dele as históricas fotos da encenação, em 1943, de Vestido de Noiva, de Nelson Rodrigues.
Em geral, muitos foram os artistas e as companhias retratados por sua câmera. Nas décadas de 1940, 1950 e 1960 foi o fotógrafo mais requisitado pelo meio artístico. Em tal período, foram de sua autoria oitenta por cento das fotografias que circularam pela imprensa que estiveram expostas em painéis na entrada dos teatros, ilustraram programas ou ganharam autógrafos destinados aos fãs.
Cerca de 19.100 fotografias suas das décadas de 1940 e 1950 sobre os bastidores do teatro brasileiro fazem parte do acervo da FUNARTE, e cerca de 1.100 foram digitalizadas pelo projeto Brasil Memória das Artes.